# Het bruidsmeisje
Het bruidsmeisje (Engels: The Bridesmaid) is een klein schilderij van de prerafaëlitische Engelse kunstschilder John Everett Millais uit 1851, olieverf op paneel, 28 x 20 centimeter groot. Het toont een jong meisje met enkele huwelijkssymbolen. Het werk bevindt zich thans in het Fitzwilliam Museum te Cambridge.

## Symboliek en uitwerking
In de victoriaanse tijd werd veel belang gehecht aan tradities en symboliek rondom het huwelijk. Zo bestond in Engeland het wijdverbreide bijgeloof dat je een visioen van je ware liefde kon krijgen als je negen keer een stukje van de bruidstaart door een ring haalde. Millais’ hier besproken portret van het bruidsmeisje sluit hierbij aan. Een stukje van de bruidscake staat voor haar op tafel, naast een sinaasappel die gezien kan worden als een symbool voor haar maagdelijkheid.
Kunsthistoricus Tim Barringer ziet ook nog een diepere betekenis in het werk en schrijft: "Waar de oranje bloesem op haar borst als een symbool van kuisheid geldt, denkt ze met angst en fascinatie aan toekomstige inwijding in het seksuele leven. Deze suggestie wordt min of meer bevestigd (vanuit Millais bezien wellicht niet bewust) door de fallische vorm van de suikerpot links beneden, als een zinnebeeld van de man die ze probeert te visualiseren. Het doorbreekt de strak symmetrische compositie van het werk en daarmee het evenwicht in haar jonge leven".
Het model dat poseerde voor Het bruidsmeisje is een professioneel model en in die tijd tevens Millais’ muze, geïdentificeerd als Miss McDowell. De schetsmatige ondertekening, die door de verflagen heen zichtbaar is, doet vermoeden dat hij het doek geschilderd heeft naar een levend model. Hij schildert haar in close-up, dicht tegen de rand aan gedrukt, op een manier die doet denken aan portretten uit de late middeleeuwen en de vroege renaissance. Het meisje snuift de intense geur op van de bloesem op haar corsage en lijkt in trance te zijn. Die indruk wordt nog versterkt wordt door de frontale icoonachtige compositie en de heldere kleuren aangebracht in grote symmetrische geordende vlakken. Het werk preludeert in zijn opzet op Millais’ portretten later in de jaren 1850 van vooral jonge vrouwen met een onbestemde gelaatsuitdrukking en inwaarts gekeerd blik. Voorbeelden zijn de portretten van zijn schoonzusjes Sophy en Alice Gray.

## Galerij

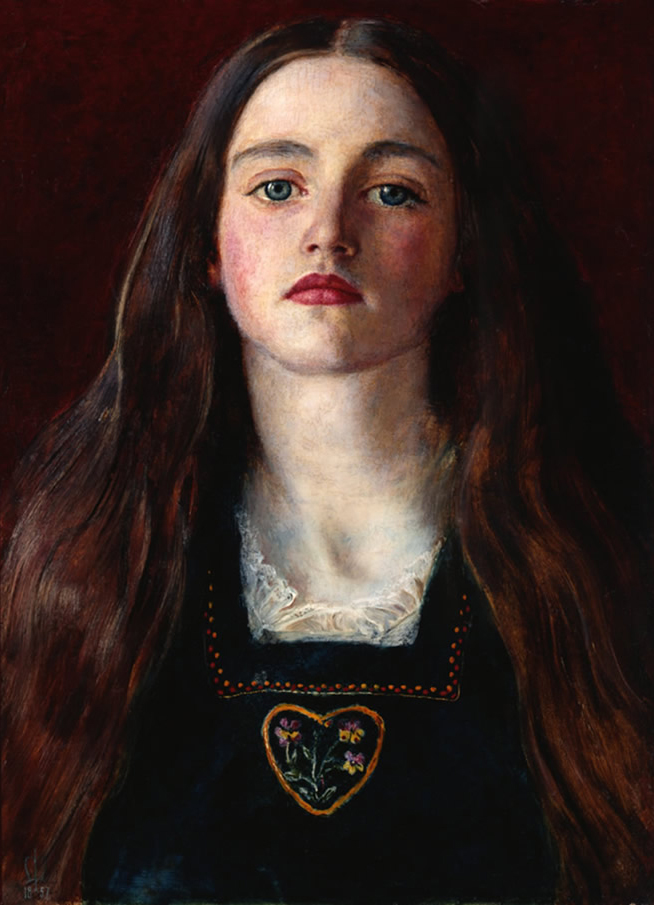
Portret van Sophy Gray, 1857
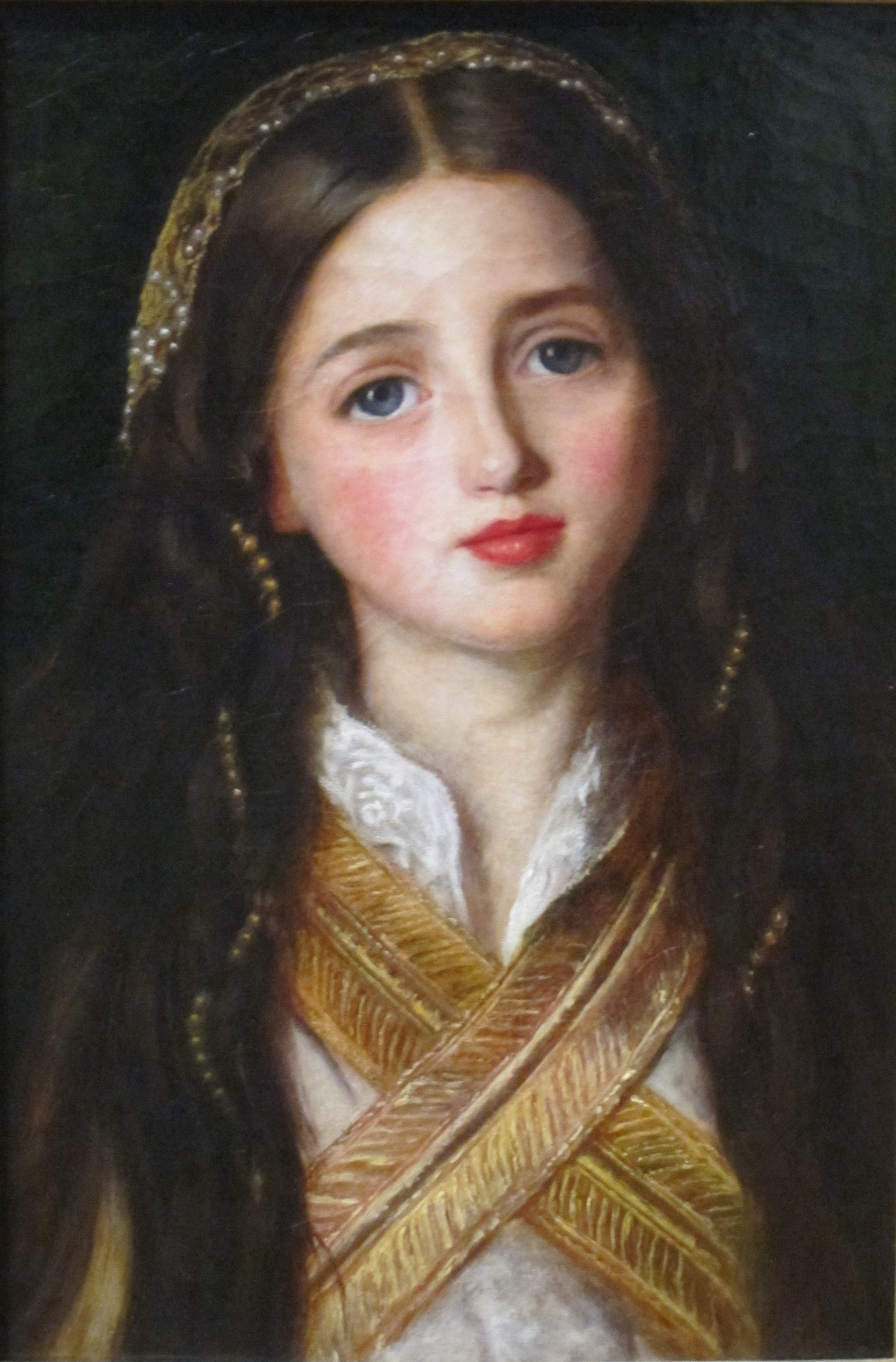
Portrait of Alice Gray, 1858